# Tomos SMP2
Tomos SMP2 in MP2 je bila Tomosova vodna črpalka. SMP2 je bila samosesalna izvedba črpalke MP2.
Črpalka je bila s svojimi dimnezijami 400×320×410 mm (MP2) oziroma 445×320×410 mm (SMP2) kompaktna, a z največjim pretokom 500 l/min (pri SMP2 550 l/min) tudi zmogljiva in s tem razširjena v gasilski uporabi. Pogon črpalke je zagotavljal Tomosov motor PUMO 08 z 80 ccm in 2,4 kW moči. Deloval je na mešanico bencina in olja v razmerju 40:1 s tankom s skupno prostornino 2,8 l in porabo 2 l/h. Največja sesalna višina črpalke MP 2 je bila 6 m z največjo skupno višino 55 m, največja sesalna višina samosesalne SMP2 pa je bila 8,5 m z največjo višino 35 m.